# Ulmeni (okręg Teleorman)
Ulmeni – wieś w Rumunii, w okręgu Teleorman, w gminie Bogdana. W 2011 roku liczyła 717 mieszkańców.